# Barichneumon gaullei
Barichneumon gaullei là một loài tò vò trong họ Ichneumonidae.